# Pujol Gran
El Pujol Gran és una muntanya de 562 metres que es troba al municipi de Font-rubí, a la comarca de l'Alt Penedès.